# Championnats du monde d'athlétisme en salle 2001
Navigation
- 1985
- 1987
- 1989
- 1991
- 1993
- 1995
- 1997
- 1999
- 2001
- 2003
- 2004
- 2006
- 2008
- 2010
- 2012
- 2014
- 2016
- 2018
- 2022
- 2024
- 2025

Les 8es Championnats du monde d'athlétisme en salle se sont tenus du 9 au 11 mars 2001 au Pavillon Atlantique de Lisbonne, au Portugal. 510 athlètes issus de 136 nations ont pris part aux 28 épreuves du programme (14 masculines et 14 féminines).

## Résultats

### Hommes
| Épreuves         | Or                                                                                  | Argent                                                                                           | Bronze                                                                                  |
| 60 m             | Tim Harden 6 s 44                                                                   | Tim Montgomery 6 s 46                                                                            | Mark Lewis-Francis 6 s 51                                                               |
| 200 m            | Shawn Crawford 20 s 63                                                              | Christian Malcolm 20 s 76                                                                        | Patrick van Balkom 20 s 96                                                              |
| 400 m            | Daniel Caines 46 s 40                                                               | Milton Campbell 46 s 45                                                                          | Danny McFarlane 46 s 74                                                                 |
| 800 m            | Yuriy Borzakovskiy 1 min 44 s 49                                                    | Johan Botha 1 min 45 s 87                                                                        | Andre Bucher 1 min 46 s 46                                                              |
| 1 500 m          | Rui Silva 3 min 51 s 06                                                             | Reyes Estévez 3 min 51 s 25                                                                      | Noah Ngeny 3 min 51 s 63                                                                |
| 3 000 m          | Hicham El Guerrouj 7 min 37 s 74                                                    | Mohammed Mourhit 7 min 38 s 94 (RN)                                                              | Alberto García 7 min 39 s 96                                                            |
| 60 m haies       | Terrence Trammell 7 s 51                                                            | Anier García 7 s 54                                                                              | Shaun Bownes 7 s 55                                                                     |
| Relais 4 × 400 m | Pologne Piotr Rysiukiewicz Piotr Haczek Jacek Bocian Robert Mackowiak 3 min 04 s 47 | Russie Aleksandr Ladeyshchikov Ruslan Mashchenko Boris Gorban Andreï Semionov 3 min 04 s 82 (RN) | Jamaïque Michael McDonald Davian Clarke Michael Blackwood Danny McFarlane 3 min 05 s 45 |
| Saut en hauteur  | Stefan Holm 2,32 m                                                                  | Andriy Sokolovsky 2,29 m                                                                         | Staffan Strand 2,29 m                                                                   |
| Saut à la perche | Lawrence Johnson 5,95 m                                                             | Tye Harvey 5,90 m                                                                                | Romain Mesnil 5,85 m                                                                    |
| Saut en longueur | Iván Pedroso 8,43 m                                                                 | Kareem Streete-Thompson 8,16 m (RN)                                                              | Carlos Calado 8,16 m (RN)                                                               |
| Triple saut      | Paolo Camossi 17,32 m (RN)                                                          | Jonathan Edwards 17,26 m                                                                         | Andrew Murphy 17,20 m                                                                   |
| Lancer du poids  | John Godina 20,82 m                                                                 | Adam Nelson 20,72 m                                                                              | Manuel Martínez 20,67 m                                                                 |
| Heptathlon       | Roman Šebrle 6 420 pts                                                              | Jón Magnússon 6 233 pts                                                                          | Lev Lobodin 6 202 pts                                                                   |

### Femmes
| Épreuves         | Or                                                                                | Argent                                                                                  | Bronze                                                                                |
| 60 m             | Chandra Sturrup 7 s 05                                                            | Angela Williams 7 s 09                                                                  | Chryste Gaines 7 s 12                                                                 |
| 200 m            | Juliet Campbell 22 s 64                                                           | LaTasha Jenkins 22 s 96                                                                 | Natalya Safronnikova 23 s 17                                                          |
| 400 m            | Sandie Richards 51 s 04                                                           | Olga Kotlyarova 51 s 56                                                                 | Olesya Zykina 51 s 71                                                                 |
| 800 m            | Maria Mutola 1 min 59 s 74                                                        | Stephanie Graf 1 min 59 s 78                                                            | Helena Dziurova 2 min 01 s 18                                                         |
| 1 500 m          | Hasna Benhassi 4 min 10 s 83                                                      | Violeta Beclea 4 min 11 s 17                                                            | Natalya Gorelova 4 min 11 s 74                                                        |
| 3 000 m          | Olga Yegorova 8 min 37 s 48 (RN)                                                  | Gabriela Szabo 8 min 39 s 65                                                            | Yelena Zadorozhnaya 8 min 40 s 15                                                     |
| 60 m haies       | Anjanette Kirkland 7 s 85                                                         | Michelle Freeman 7 s 92                                                                 | Nicole Ramalalanirina 7 s 96                                                          |
| Relais 4 × 400 m | Russie Yuliya Nosova Olesya Zykina Yuliya Sotnikova Olga Kotlyarova 3 min 30 s 00 | Jamaïque Charmaine Howell Juliet Campbell Catherine Scott Sandie Richards 3 min 30 s 79 | Allemagne Claudia Marx Birgit Rockmeier Florence Ekpo-Umoh Shanta Ghosh 3 min 31 s 00 |
| Saut en hauteur  | Kajsa Bergqvist 2,00 m                                                            | Inga Babakova 2,00 m                                                                    | Venelina Veneva 1,96 m                                                                |
| Saut à la perche | Pavla Rybová 4,56 m (RC)                                                          | Svetlana Feofanova 4,51 m                                                               | Non décerné                                                                           |
| Saut à la perche | Pavla Rybová 4,56 m (RC)                                                          | Kellie Suttle 4,51 m                                                                    | Non décerné                                                                           |
| Saut en longueur | Dawn Burrell 7,03 m                                                               | Tatyana Kotova 6,98 m                                                                   | Niurka Montalvo 6,88 m (RN)                                                           |
| Triple saut      | Tereza Marinova 14,91 m                                                           | Tatyana Lebedeva 14,85 m                                                                | Tiombe Hurd 14,19 m                                                                   |
| Lancer du poids  | Larisa Peleshenko 19,84 m                                                         | Nadzeya Astapchuk 19,24 m                                                               | Svetlana Krivelyova 19,18 m                                                           |
| Pentathlon       | Natalya Sazanovich 4 850 pts (RC)                                                 | Yelena Prokhorova 4 711 pts                                                             | Karin Ertl 4 678 pts                                                                  |

## Tableau des médailles
| Rang | Nation         | Or | Argent | Bronze | Total |
| ---- | -------------- | -- | ------ | ------ | ----- |
| 1    | États-Unis     | 7  | 7      | 2      | 16    |
| 2    | Russie         | 4  | 6      | 5      | 15    |
| 3    | Jamaïque       | 2  | 2      | 2      | 6     |
| 4    | Tchéquie       | 2  | 0      | 1      | 3     |
| 4    | Suède          | 2  | 0      | 1      | 3     |
| 6    | Maroc          | 2  | 0      | 0      | 2     |
| 7    | Royaume-Uni    | 1  | 2      | 1      | 4     |
| 8    | Biélorussie    | 1  | 1      | 1      | 3     |
| 9    | Cuba           | 1  | 1      | 0      | 2     |
| 10   | Bulgarie       | 1  | 0      | 1      | 2     |
| 10   | Portugal       | 1  | 0      | 1      | 2     |
| 12   | Bahamas        | 1  | 0      | 0      | 1     |
| 12   | Italie         | 1  | 0      | 0      | 1     |
| 12   | Mozambique     | 1  | 0      | 0      | 1     |
| 12   | Pologne        | 1  | 0      | 0      | 1     |
| 16   | Roumanie       | 0  | 2      | 0      | 2     |
| 16   | Ukraine        | 0  | 2      | 0      | 2     |
| 18   | Espagne        | 0  | 1      | 3      | 4     |
| 19   | Afrique du Sud | 0  | 1      | 1      | 2     |
| 20   | Autriche       | 0  | 1      | 0      | 1     |
| 20   | Belgique       | 0  | 1      | 0      | 1     |
| 20   | Îles Caïmans   | 0  | 1      | 0      | 1     |
| 20   | Islande        | 0  | 1      | 0      | 1     |
| 24   | France         | 0  | 0      | 2      | 2     |
| 24   | Allemagne      | 0  | 0      | 2      | 2     |
| 26   | Australie      | 0  | 0      | 1      | 1     |
| 26   | Kenya          | 0  | 0      | 1      | 1     |
| 26   | Pays-Bas       | 0  | 0      | 1      | 1     |
| 26   | Suisse         | 0  | 0      | 1      | 1     |